# Racomitrium venustum
Racomitrium venustum är en bladmossart som beskrevs av Arne Arnfinn Frisvoll 1988. Racomitrium venustum ingår i släktet raggmossor, och familjen Grimmiaceae. Inga underarter finns listade i Catalogue of Life.